# Gieorgij Głazkow
Gieorgij Fiodorowicz Głazkow, ros. Георгий Фёдорович Глазков (ur. 18 listopada?/1 grudnia 1911 we wsi Władimirowo, w guberni moskiewskiej, Imperium Rosyjskie, zm. 18 listopada 1968 w Moskwie, Rosyjska FSRR, ZSRR) – rosyjski piłkarz, grający na pozycji napastnika, trener piłkarski.

## Kariera piłkarska

### Kariera klubowa
Wychowanek zespołu kombinatu Krasnaja Roza w Moskwie. W 1935 rozpoczął karierę piłkarską w Spartaku Moskwa. Podczas II wojny światowej występował w drużynach Zienit Moskwa, Spartak Moskwa i MWO Moskwa. W 1946 powrócił do Spartaka Moskwa, a w 1947 roku zakończył swoją karierę piłkarską.

## Kariera trenerska
Po zakończeniu kariery piłkarskiej rozpoczął karierę szkoleniowca. Wcześniej w 1945 roku łączył funkcje trenerskie w MWO Moskwa. W latach 1948–1951 (do maja) prowadził Spartak Wilno, od czerwca do końca 1951 roku - Spartak Moskwa. Od 1953 do czerwca 1954 trenował Metałurh Zaporoże. W 1955 pomagał trenować drugą reprezentację ZSRR. W latach 1955–1959 zajmował posadę Państwowego Trenera Wydziału Piłki Nożnej Komitetu Sportowego ZSRR. W 1959 na stanowisku selekcjonera narodowej reprezentacji ZSRR, potem ponownie trenował zespół z Wilna. W 1964 prowadził młodzieżową reprezentację ZSRR. W latach 1963–1968 również pracował na stanowisku starszego trenera FSzM Moskwa. Zmarł 18 listopada 1968 w Moskwie. Został pochowany na cmentarzu Dońskim.

## Sukcesy i odznaczenia

### Sukcesy klubowe
- mistrz ZSRR: 1936 (j), 1938, 1939
- wicemistrz ZSRR: 1937
- brązowy medalista Mistrzostw ZSRR: 1936 (w), 1940
- zdobywca Pucharu ZSRR: 1938, 1939, 1946, 1947
- finalista Pucharu ZSRR: 1945

### Sukcesy trenerskie
- brązowy medalista Pierwszej ligi ZSRR: 1949, 1950

### Sukcesy indywidualne
- król strzelców Mistrzostw ZSRR: 1936 (j) (7 goli)

### Odznaczenia
- tytuł Mistrza Sportu ZSRR
- tytuł Zasłużonego Mistrza Sportu ZSRR: 1948